# Czarna msza (antologia)
Czarna msza – wydana w 1992 przez Dom Wydawniczy Rebis antologia polskich opowiadań fantastycznonaukowych z gatunku klerykal fiction pod redakcją Wojtka Sedeńko.

## Historia
Sedeńko we wstępie do antologii wspomniał, że tematyka antologii wypłynęła, jako temat przewodni drugiego tomu współczesnych polskich opowiadań fantastycznych (po pierwszym tomie Wizji alternatywnych, gdzie tematyka ta została już zasygnalizowana w niektórych tekstach) w 1990 na konwencie fantastyki w Gdańsku: „grupa pisarzy zdecydowała, że ma to być zbiór monotematyczny, a Bóg, religia i Kościół mają być leitmotivem”. Tytuł zaś zaproponował Andrzej Sapkowski.
Autor wyboru pisze, że „oprócz trzech, wszystkie opowiadania powstały specjalnie do Czarnej mszy”.

## Spis utworów
- Grzegorz Drukarczyk – Raj utracony
- Tadeusz Oszubski – Interregnum
- Jacek Inglot – Umieraj z nami
- Jacek Sobota – Rzeka
- Andrzej Drzewiński – Dopust Boży
- Rafał A. Ziemkiewicz – Źródło bez wody
- Eugeniusz Dębski – …więc chyba to był On…
- Jacek Dukaj – Korporacja Mesjasz
- Mirosław P. Jabłoński – Spotkanie na końcu drogi
- Jarosław Grzędowicz – Dom na Krawędzi Światła
- Jacek Piekara – Dom na Krawędzi Ciemności

Niektóre teksty pojawiły się w wydanej w 2019 antologii retrospektywnej Wizje alternatywne (Stalker Books, 2019).

## Analiza i krytyka
Sedeńko we wstępie do antologii zaznaczył, że "wybrałem [opowiadania] moim zdaniem najlepsze, przy doborze unikałem jak ognia kryterium pro czy anty", a także „niniejsza antologia stanowi wiarygodny sprawdzian kondycji polskiej fantastyki i może jej przynieść skautowska sprawność »system wczesnego reagowania«. Taki też był [jej] cel”.
Marcin Zwierzchowski napisał, że ukazanie się antologii było potwierdzeniem na istnienie „charakterystycznego tylko dla Polski klerykal fiction, czyli historii odwołujących się do spraw wiary czy Kościoła”.
Jacek Dukaj analizuje, że antologia miała w zamierzeniu zaprezentować „tendencję [...] mocnego wejścia Kościoła w politykę, co wywołało nastroje i ruchy antykościelne”. Jednak fantastyka „nie poszła w tym kierunku”.
Adam Mazurkiewicz ocenia, że antologia wyraziście oddaje: „różnorodność estetyk i propozycji ideologicznych, znamiennych dla początków fantastyki religijnej [...]. Z perspektywy czasu można uznać ją za summę autorskich propozycji uobecniania tematyki religijnej w literaturze fantastycznej; tak też postrzegał ją autor wyboru”.